# Ренцо Оливо
Ренцо Оливо (шп. Renzo Olivo, Росарио, 15. март 1992) је аргентински тенисер који је свој најбољи пласман у синглу достигао 9. јануара 2017. када је заузимао 78. место на АТП листи.
На турниру у Бостаду 2014. успео је да прође три кола квалификација и по први пут уђе у главни жреб неког АТП турнира. Победом над Томијем Робредом, другим носиоцем и 18. тенисером света пласирао се у четвртфинале где је поражен од Уругвајца Куеваса. Највреднију победу у каријери остварио је на Ролан Гаросу 2017. где је победио домаћег фаворита Жоа-Вилфрида Цонгу у четири сета.